# Boygenius
Boygenius is een Amerikaanse indie-groep bestaande uit de Amerikaanse singer-songwriters Julien Baker, Phoebe Bridgers en Lucy Dacus. 
Alle drie de bandleden waren reeds een aantal jaren succesvol in de alternatieve poprock voordat ze in 2018 besloten gezamenlijk een supergroep op te richten. Hun debuutalbum, The Record, uit 2023 bereikte de eerste plek in de hitlijsten van het Verenigd Koninkrijk, Ierland en Nederland. Bij de 66e Grammy Awards won de groep de Grammy Award in de categorieën "Best Alternative Music Album", "Best Rock Song" en "Best Rock Performance". 

## Geschiedenis

### 2018: Oprichting
Bridgers noemde de vorming van de groep 'een soort ongeluk'. Alle drie de zangeressen waren fans van elkaars werk en raakten bevriend. Zowel Dacus als Bridgers stonden in 2016, afzonderlijk van elkaar, in het voorprogramma van Baker.
De drie werden, ondanks duidelijke verschillen in muziekstijl, in de muziekpers steeds met elkaar vergeleken. De vergelijking werd eerder gedaan omdat ze alle drie vrouw zijn, dan vanwege muzikale gelijkenis in de muziek. Ze hebben zich alle drie meermaals uitgesproken over hoe de muziekindustrie met vrouwelijke artiesten omgaat en de groep werd mede opgericht om dit idee te bestrijden: ze wouden de wereld laten zien elkaar niet als concurrent te beschouwen. 
De drie besloten begin 2018 een tournee te plannen waar ze allen als headliner zouden optreden. Het idee was om een single op te nemen, zodat ze ook gezamenlijk een nummer ten gehore konden brengen tijdens de concerten. De opnamesessie verliep dermate succesvol, dat ze in vier dagen tijd de ep Boygenius schreven, opnamen en produceerden. Naast de band werkten er nagenoeg alleen vrouwen mee aan de opname.
Voor de ep had elk bandlid een nummer afgeschreven alsmede een onaf nummer meegebracht de studio in. In de studio werden dit de zes nummers van de ep, waarbij de groep nadrukkelijk alle drie de leden aanbracht als co-auteur van elk nummer. De ep werd goed ontvangen door de muziekpers en het publiek. In de tweede helft van 2018 volgde de tournee door de Verenigde Staten.

### 2019–2022: Voortzetting van de samenwerking
De bandleden kwamen in de jaren erna meermaals bij elkaar. Zo waren ze in 2020 te horen op Hayley Williams' '"Roses/Lotus/Violet/Iris" en verzorgden ze ook de achtergrondzang op elkaars solowerk: "Graceland Too" en "I Know the End" van Bridgers' voor een Grammy genomineerde album Punisher, Baker's single "Favor" en Dacus' singles "Please Stay" en "Going Going Gone". Deze vijf nummers werden elk op dezelfde dag opgenomen.
Tijdens de coronapandemie konden de bandleden minder samenkomen en optreden, maar werd er achter de schermen wel aan nieuw materiaal gewerkt.

### 2023–heden: eerste studioalbum
Op 31 maart 2023 kwam het debuutstudioalbum, The Record, uit. Gelijktijdig met de aankondiging in januari van dit album, werden drie singles van het album, "$20", "Emily I'm Sorry" en "True Blue", uitgebracht. De videoclips bij de singles werden allen geregisseerd door Kristen Stewart. Het album werd een internationale hit en behaalde de eerste plaats in de Nederlandse Album Top 100, de UK Albums Chart en Ierse hitlijst. In de Billboard 200 werd een vierde plek behaald.
In april 2023 speelde de groep op het Coachella Festival als opening van een internationale tournee. Op 20 september 2023 werd een videoclip uitgebracht voor hun nummer "Cool About It", geregisseerd door Lauren Tsai. Twee weker later volgde een nieuwe ep, The Rest, met vier nieuwe nummers. 
De groep ontving zeven nominaties bij de 66e jaarlijkse Grammy Awards, waaronder Album van het Jaar en Record van het Jaar, en won er uiteindelijk drie:  Beste Alternatieve Muziekalbum (voor The Record) en Beste Rock Song en Beste Rockoptreden (voor Cool About It). Op 2 februari 2024, twee dagen voor de Grammy-uitreiking, maakte de band bekend dat ze voor onbepaalde tijd een pauze houden.

## Discografie

### Studio-albums
- The Record (Interscope Records, 2023)

### Ep's
- Boygenius (Matador Records, 2018)
- The Rest (Interscope Records, 2023)